# Kumpoltický potok
Kumpoltický potok je potok v Ústeckém kraji v Česku. Je dlouhý k ústí přibližně 2,6 km, plocha povodí činí asi 2 km². Do Folknářského potoka ústí v Děčíně jako jeho pravostranný přítok. Dominantní směr toku je zpočátku severozápadní, poté se stáčí jihozápadně. 

## Průběh toku
Pramení v nadmořské výšce 367 metrů  pod Sokolím vrchem. Po necelém kilometru protíná okraj obce Ludvíkovice. Za nimi vtéká do statutárního města Děčín, kde se v městské části Nové Město vlévá do Folknářského potoka v nadmořské výšce 181 metrů. Má tři přítoky a celé jeho povodí leží na území CHKO České středohoří.

## Galerie

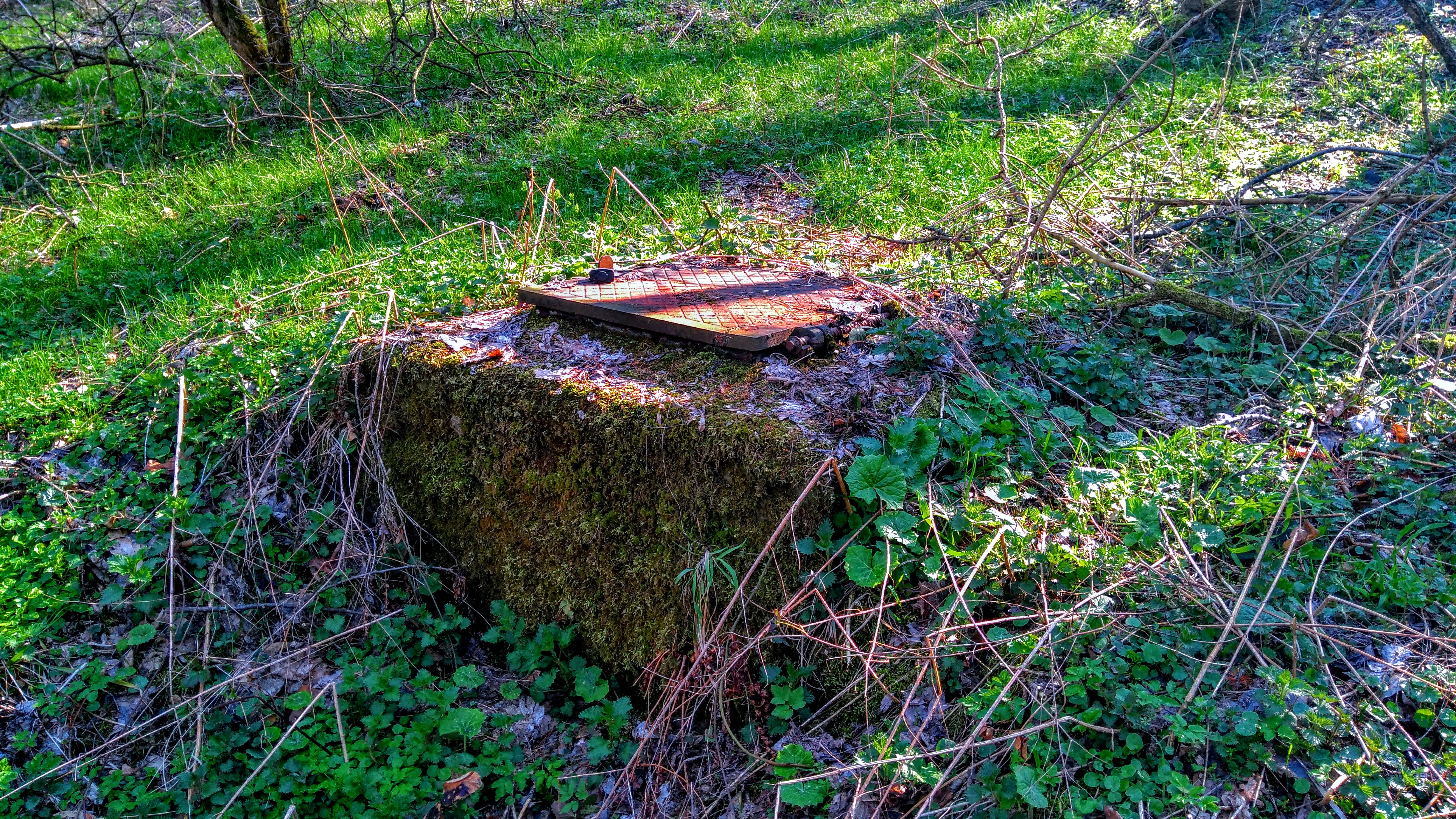
Pramenný vrt.